# Crónicas marcianas
Crónicas marcianas (del inglés: The Martian Chronicles) es una serie de relatos del escritor Ray Bradbury publicada en 1950. Los relatos carecen de una línea argumental lineal fija, pero la referencia contextual y temporal es la misma en todos ellos: narra la llegada a Marte y la colonización del planeta por parte de los humanos.
Publicado en 1950, Crónicas marcianas (reconocido junto a Fahrenheit 451 como uno de los mejores libros de Bradbury) abunda en descripciones poéticas y melancólicas de Marte y los marcianos, y de la sociedad estadounidense en la época de Bradbury. Si bien el libro se titula Crónicas marcianas, en él se tratan temas perennes de toda la humanidad: la guerra y el impulso autodestructivo del hombre, el racismo, tanto hacia los marcianos (Fuera de temporada) como hacia otras personas (Un camino a través del aire), y la pequeñez del hombre ante la naturaleza y el universo (Vendrán lluvias suaves).
Como influencias en la estructura del libro, Bradbury ha mencionado a Winesburg, Ohio (de Sherwood Anderson) y a The Grapes of Wrath (de John Steinbeck)

“[Bradbury] anuncia con tristeza y con desengaño la futura expansión del linaje humano sobre el planeta rojo -que su profecía nos revela como un desierto de vaga arena azul, con ruinas de ciudades ajedrezadas y ocasos amarillos y antiguos barcos para andar por la arena”.
Jorge Luis Borges, Prólogo de Crónicas marcianas

## Historias
Las historias del libro están dispuestas en orden cronológico, teniendo lugar la primera en enero de 1999.
La edición en inglés de 1997 traslada las fechas 31 años en el futuro (entre 2030 y 2057). En esta misma edición se incluye el relato "Los globos de fuego" ("The Fire Balloons") y se reemplaza "Un camino a través del aire" ("Way in the Middle of the Air") por el cuento "El desierto" ("The Wilderness"), ubicado en mayo de 2034.

### Las cuatro expediciones

#### La primera expedición

##### El verano del cohete (enero de 1999)
Publicada originalmente en Planet Stories, primavera de 1947. Sirve simplemente como una introducción, donde se relata el lanzamiento de la primera expedición a Marte, comandada por Nathaniel York (no mencionado en el cuento), y de cómo el invierno de Ohio (marco referencial) se convierte en verano por un momento debido al extremo calor producido por el despegue del cohete.

##### Ylla (febrero de 1999)
Publicada originalmente en Maclean's, el 1 de enero de 1950 bajo el título I'll Not Look for Wine.
La acción de este capítulo transcurre en Marte. En él, Ylla K, una marciana atrapada en un matrimonio sin romance, sueña con la llegada de unos astronautas a los cuales habla a través de poderes telepáticos. Si bien su esposo, Yll K, pretende negar la realidad de esos sueños, se vuelve bastante celoso, pensando que su esposa tiene sentimientos románticos hacia uno de los astronautas (Nathaniel York, el capitán). Finalmente, el día que los sueños de Ylla señalaban como la fecha de aterrizaje, Yll evita que su esposa salga de su casa mientras él se excusa para salir armado diciéndole que va de cacería. El relato acaba con Yll regresando de su paseo sin ninguna presa y con Ylla comprendiendo silenciosamente que su celoso marido ha asesinado a la expedición apenas arribó al planeta Marte.

#### La segunda expedición

##### Noche de verano (agosto de 1999)
Publicada por primera vez en The Arkham Sampler, en el invierno de 1948, bajo el título The Spring Night. 
Esta pequeña historia cuenta cómo otros marcianos, a lo largo de todo Marte, al igual que Ylla, empiezan a cantar canciones norteamericanas que no solo desconocían previamente, sino que están en un idioma desconocido para ellos (inglés). Los marcianos empiezan a recoger pensamientos perdidos de los humanos a bordo de la nave de la Segunda Expedición, que se está acercando al planeta.
En esta historia se cita la primera estrofa de un conocido poema de Lord Byron:

| She walks in beauty, like the night Of cloudless climes and starry skies And all that's best of dark and bright Meet in her aspect and her eyes | Avanza envuelta en belleza como la noche de regiones sin nubes y cielos estrellados; y todo lo mejor de lo oscuro y lo brillante se une en su rostro y sus ojos... |

##### Los hombres de Tierra (agosto de 1999)
Publicada por primera vez en Thrilling Wonder Stories, agosto de 1948.
El capitán John Williams, junto con otros tres tripulantes, arriban a Marte en la segunda expedición, pero son recibidos con indiferencia. Después de vagar por varias casas, a cuyos moradores no parece importarles que provengan de la Tierra, son recibidos por el señor Iii quien los envía a La Casa. Allí encuentran marcianos que los reciben con entusiasmo y escuchan el relato de su viaje. Al poco rato Williams descubre que están en un manicomio y que lo creen loco, ya que los psicóticos marcianos tienen la capacidad de proyectar sus alucinaciones por telepatía (en el caso de Williams, su tripulación y el cohete).
Finalmente el Dr. Xxx, Psiquiatra, fascinado por la habilidad alucinatoria de Williams, decide quitarle la vida de un balazo, ya que es incurable y espera que de este modo se desvanezcan los tripulantes y el cohete ilusorios. Muerto Williams, esto no sucede y entonces mata al resto de la tripulación de la Segunda Expedición, pero tampoco ocurre lo que él esperaba. Se suicida, considerando que ha sido contagiado por la locura.

##### El contribuyente (marzo de 2000)
En la Tierra, un hombre insiste en que tiene derecho a partir en el próximo cohete a Marte, debido a que paga sus impuestos y es un buen ciudadano. Se muestra atemorizado ante lo que considera una inminente guerra nuclear en la Tierra, y afirma que nadie querría estar ahí cuando tuviera lugar. Finalmente, tras sufrir la burla de los hombres uniformados que cuidan la nave, la policía se lo lleva y ve cómo el cohete parte, dejándolo en la Tierra.

#### La tercera expedición

##### La tercera expedición (abril de 2000)
Publicada originalmente como Mars Is Heaven en Planet Stories, otoño de 1948.
La historia trata de la llegada y desaparición de la tercera expedición de hombres en Marte, comandada por John Black, de 80 años y compuesta por 17 tripulantes, uno de los cuales murió durante el viaje. Al arribar a Marte, un grupo se queda en la nave por orden del capitán y el otro grupo se separa para salir a inspeccionar el planeta que es muy parecido a la Tierra.
Los exploradores encuentran un típico pueblo estadounidense de los años 1920 habitado por sus parientes ya fallecidos. Los astronautas aceptan esta maravilla y se separan para visitar a sus familias, con las cuales pasan el día. Sin embargo, esa noche en la soledad de su dormitorio el capitán Black se da cuenta de que los marcianos han usado sus memorias y deseos para materializar un típico pueblo de su infancia y los que están con ellos no son sus seres amados sino marcianos ocultos. 
Finalmente, todos los hombres de la expedición son asesinados por la noche. A la mañana siguiente diecisiete ataúdes son enterrados entre el llanto de las personas del pueblo quienes alternan entre los rostros de los fallecidos y los suyos propios.

#### La cuarta expedición

##### Aunque siga brillando la luna (junio de 2001)
Publicado por primera vez en Thrilling Wonder Stories, junio de 1948.
Este capítulo abre con los miembros de la Cuarta Expedición, comandada por el capitán John Wilder, juntando leña para pasar la fría noche marciana. Todos abrigan la esperanza de ser los primeros hombres en Marte, luego del fracaso de las tres misiones anteriores. 
Los miembros del grupo descubren que los marcianos han muerto de varicela traída por las primeras expediciones. Luego, algunos de ellos se emborrachan y vandalizan los monumentos marcianos. Spender, uno de los tripulantes, se muestra molesto por la forma tan indigna como se extinguió la especie y el poco respeto que sus colegas muestran por esta cultura y sus vestigios. Sale a dar un paseo por las cercanías y visita las abandonadas ciudades marcianas. Vuelve después de un largo tiempo decidido a vengarse por el comportamiento de los suyos. Comienza matando a unos cuantos de sus compañeros diciendo: "Soy Jeff Spender, y soy un marciano". Huye y se produce un tiroteo, en una tregua, el capitán Wilder conversa con él, quien le revela sus planes, matar a todo humano que pise Marte durante los próximos años hasta que dejen de enviar expediciones al planeta. 
Spender ofrece a Wilder quedarse con él, pero este se niega. Finalmente, es el capitán quien lo mata de un solo tiro en el pecho, pero respetando sus deseos le da un funeral marciano.

### Humanos en Marte

#### Los colonos (agosto de 2001)
Describe la llegada de los primeros colonos a Marte, señala la soledad de los primeros llegados y como los posteriores pudieron contar con ellos para asentarse.

#### La mañana verde (diciembre de 2001)
Aparecida por primera vez en Crónicas marcianas.
Los siguientes capítulos van contando la transformación de Marte en otra Tierra. Pueblos similares a los de la Tierra van apareciendo alrededor de todo Marte.
En “La mañana verde” un hombre, Benjamin Driscoll, se desmaya tras bajar del cohete que lo llevó a Marte y descubre que su cuerpo rechaza adaptarse al bajo nivel de oxígeno en Marte. Aunque las autoridades ofrecen devolverlo a la Tierra por el bien de su salud él se niega y decide tomar la tarea de plantar miles de árboles en las azules llanuras marcianas para hacer incrementar los niveles de oxígeno. 
Tras un mes trabajando, su aparato respiratorio se ha fortalecido y ha plantado miles de semillas en el desértico suelo marciano, siempre con la duda de si lloverá alguna vez y cómo afectará la tierra marciana a las semillas. Una noche lo despierta el inicio de la lluvia y descubre que tal como sospechaba el suelo y la lluvia marciana tuvieron un efecto anormal en los cultivos y las semillas se transformaron en un bosque de miles de inmensos árboles en una sola noche.

#### Las langostas (febrero de 2002)
Aparecida por primera vez en el libro Crónicas marcianas.
Esta corta historia de dos párrafos muestra la llegada de miles de personas a Marte y el surgimiento de pueblos iguales a los de la Tierra. El título hace referencia a los cohetes y colonizadores que rápidamente se esparcen por toda la superficie de Marte:

Los cohetes vinieron como langostas y se posaron como enjambres envueltos en rosadas flores de humo. Y de los cohetes salieron deprisa los hombres armados de martillos, con las bocas orladas de clavos como animales feroces de dientes de acero, y dispuestos a dar a aquel mundo extraño una forma similar [...] En seis meses surgieron doce pueblos en el planeta [...] En total, unas noventa mil personas llegaron a Marte y otras más preparaban su partida..."
Ray Bradbury, Crónicas marcianas'

En resumen, este capítulo muestra cómo las profecías de Spender en “Aunque siga brillando la luna” se van lentamente realizando a medida que los hombres llegan desde la Tierra, la comparación con langostas por su actitud destructiva y colonizadora, también el escaso respeto por la cultura y forma de vida marcianas al destruirlas a su paso y construir un mundo semejante a la Tierra.

#### Encuentro nocturno (agosto de 2002)
Aparecida por primera vez en Crónicas marcianas.
Esta historia comienza con una conversación entre un anciano y un joven viajante, Tomas Gómez. El viejo le cuenta que vino a Marte debido a que le gusta lo nuevo y lo extraño. Hasta las cosas de todo los días se han vuelto nuevas y maravillosas en Marte, donde según el anciano todo es “tan diferente”. Dice que se siente un niño de nuevo. Finalmente se despiden y Tomas Gómez continúa su viaje por una carretera marciana de dieciséis siglos. 
A medida que se va adentrando en las colinas solitarias tiene la sensación de que “casi se podía tocar el tiempo”, casi se lo podía oler, sentir. Se va adentrando “en las colinas del tiempo” según el libro. Finalmente, se baja del automóvil y se sienta a descansar en una loma. Entonces, se encuentra con un marciano llamado Muhe Ca, que va en camino a una fiesta. El marciano curioso aprende inglés con solo rozar la cabeza del viajero. Cuando Tomas le ofrece una taza de café, la taza atraviesa la mano del marciano, como si fuera un espectro. Sin embargo, Muhe también ve como un espectro a Gómez. Ambos se convencen a sí mismos de que están vivos y que el otro es un espectro. Aparte, cada uno ve el Marte al cual están acostumbrados: donde Tomas ve un montón de ruinas, Muhe ve una próspera ciudad. Muhe no ve las ciudades humanas y Thomas no ve las ciudades marcianas. Ninguno de los dos sabe si el otro procede de otro tiempo o cuál de los dos es realmente del futuro o del pasado del otro. Finalmente, ambos se separan y siguen sus caminos.
Esta es la única historia larga de Crónicas marcianas que no apareció previamente en otra publicación.

#### Intermedio (febrero de 2003)
Aparecida por primera vez en Weird Tales, en julio de 1947.
Esta historia relata los avances en las construcciones de los humanos en Marte. En él los humanos crean una reproducción idéntica a una ciudad terrestre de Iowa; en este relato se puede apreciar también que todos los instrumentos y madera para reconstruir la ciudad en Marte fueron traídos desde la Tierra.

#### Los músicos (abril de 2003)
Aparecida por primera vez en Crónicas marcianas.
Los colonos de la Tierra intentan deliberadamente destruir todo resto de las ciudades marcianas. En esta historia corta, Bradbury muestra como un grupo de niños se mete a jugar entre los ya destruidos hogares de una ciudad marciana muerta. Allí encuentran y juegan con los cadáveres y calaveras de seres que habían sido marcianos. Sin embargo, lo hacen rápidamente debido a que los "bomberos" llegarían pronto a quemar los restos de esas ciudades marcianas destruidas. El texto compara a los niños con "músicos" que hacen música con xilófonos de costillas y huesos. 
El texto describe tácitamente a "los bomberos", término que curiosamente no está aplicado a las personas que apagan incendios, sino a las que los provocan. Esto hace referencia a Fahrenheit 451 también escrito por Ray Bradbury, y otros temores de Bradbury con respecto al mundo moderno, que se reflejan en historias como El asesino (incluido en el libro Las doradas manzanas del sol).

#### El desierto (mayo de 2003)
El relato no figura en la edición original y en algunas ediciones posteriores sustituye al relato “Un camino a través del aire”. En las ediciones inglesas, el relato se fecha en mayo de 2003, mientras que algunas ediciones españolas lo colocan en junio del mismo año, fecha que ocupaba el relato que reemplaza.
La historia muestra la perspectiva de las mujeres que permanecían en la Tierra mientras los hombres colonizan y acondicionan el planeta para esperarlas. 
Dos amigas, Janice y Leonora, hacen los últimos preparativos para abandonar la Tierra y abordar un cohete a Marte, reunirse con sus parejas que ya viven allá y establecerse allí, todo esto en medio de una migración a gran escala de colonos al planeta rojo. Janice debe lidiar con el temor que le significa un cambio tan radical mientras Leonora intenta darle fuerza y ánimo a la vez que se preguntan si las mujeres de épocas como la de Colón o el Viejo Oeste sentían lo mismo que ellas.
Janice, que aún es soltera, muestra a Leonora una foto que ha enviado su prometido Will, mostrando que construyó una reproducción exacta de la casa de Janice en Marte por si aceptaba viajar y casarse con él. Ambas pasan las siguientes horas paseando, recorriendo la ciudad y experimentando por última vez las experiencias que ofrece.
Al llegar a su casa Janice logra hablar fugazmente con Will por teléfono, diciéndole que a pesar del miedo y el cambio que significa está decidida a realizar el viaje, casarse con él e iniciar una vida juntos en Marte. La respuesta de Will no es revelada, pero Janice señala que estaba llena de amor y era demasiado hermoso para contárselo a otros. Tras esto se va a dormir concluyendo que en realidad sí comprende como se sentían las mujeres de los colonos de la antigüedad.

#### Un camino a través del aire (junio de 2003)
Aparecida por primera vez en Other Worlds, julio de 1950.
Los afroamericanos del sur de Estados Unidos, los negros según el lenguaje de la época, inician una migración masiva a Marte buscando una vida mejor en el planeta rojo lejos de la discriminación. Samuel Teece es un blanco viejo y cascarrabias, propietario de una ferretería, que intenta de cualquier manera detenerlos, a la vez que finge como si no le importara. 
Cuando su mujer se presenta explicando que Lucinda, la empleada de su casa, se marcha con ellos este se niega a "rebajarse" a pedirle a una negra que se quede. Belter, un muchacho de color que planea irse es retenido por Teece bajo la excusa de una deuda de 50 dólares. Al ver que el joven no tiene para pagarle se muestra satisfecho, pero otras personas de color colaboran entre todos para ayudarle a pagar la deuda y así el muchacho puede irse. Esto enfurece aún más a Teece, que intenta asustar a los negros gritando y vociferando que los cohetes estallarán en medio del espacio.
Luego Teece intenta impedir el viaje para Silly, el muchacho que trabaja para él, obligándolo a cumplir un contrato que el muchacho había firmado. Sin embargo el joven con lágrimas en los ojos, le dice que si no se va en ese momento no se irá jamás. Entonces, otro blanco se ofrece a hacer el trabajo de Silly, el cual finalmente se puede ir. Teece acepta a regañadientes, pero quiere obligar al muchacho a quemar sus pertenencias antes de irse, lo cual Silly no hace. 
Antes de partir, Silly se enfrenta a Teece y le pregunta qué va a hacer ahora por las noches, ya que los negros se van, clara alusión a la pertenencia de su ex patrón al Ku Klux Klan, que en los años 50 aún tenía mucho peso en la sociedad sureña estadounidense. Finalmente, Silly se va pero Teece lo persigue infructuosamente con un arma. A pesar de la humillación sufrida, Teece aún se regodea pensando que Silly, hasta el último momento, lo llamó "señor".

#### La elección de los nombres (2004-2005)
Aparecido por primera vez en Crónicas marcianas.
Esta historia corta es sobre las ya posteriores olas de inmigrantes a Marte, y como la geografía marciana es ahora llamada con nombres de la tierra (Pueblo Hierro, Aldea Eléctrica, Villa Cereal, Detroit II, etc.) y de los miembros de las cuatro primeras expediciones (Ej. Colina Spender, ciudad Wilder, ensenada Hinkston; en vez de sus nombres originales, "nombres de agua, de aire y de colinas".
Con esta historia se va terminando de contar la transformación de Marte en una especie de nueva Tierra, la cual se empieza a narrar desde La mañana verde o desde Los colonizadores, dependiendo la edición.

#### Usher II (abril de 2005)
Publicada por primera vez bajo el título "Carnival of Madness", en Thrilling Wonder Stories en abril de 1950.
Usher II habla del temor de Bradbury y otros escritores a la censura. Un experto en literatura llamado William Stendahl se retira a Marte, donde construye una mansión inspirada en La caída de la Casa Usher, del famoso cuento de Edgar Allan Poe, siguiendo al pie de la letra la descripción de Poe sobre esa mansión "desolada y terrible", en un paraje desnudo y muerto, sobre una laguna "negra y siniestra" y hasta con murciélagos mecánicos y vampiros artificiales. 
Cuando los inspectores de Climas Morales van a visitar su casa, le dicen que tendrán que derrumbarla y quemarla, ya que están prohibidas todas las cosas que hagan referencia a fantasmas, hadas y seres imaginarios. Ante esta situación Stendahl decide matar al inspector y reemplazarlo por un robot para informar que la casa está en regla.
Finalmente, organiza una fiesta donde invita a todos sus perseguidores a ver cómo robots con la apariencia de cada uno mueren a manos de alguno de los personajes de Poe. Esa tarde él y Pike, su ayudante, descubren que el inspector asesinado era solo un robot y el genuino ha llegado a la fiesta tras descubrir el reemplazo. Stendahl lo hace contemplar la muerte por asesinato de las copias robóticas de los invitados, aunque en realidad las víctimas son los humanos reales, posteriormente lo lleva al subterráneo, lo obliga a interpretar a Fortunato de El barril de amontillado, obra cuyo desenlace el inspector ignora, y lo empareda vivo.
Finalmente, tras la muerte de todos los invitados, él y Pike abandonan la casa en helicóptero mientras observan como unos mecanismos comienzan a derrumbar la casa y hundirla en el lago, a semejanza del cuento de Poe.

#### Los viejos (agosto de 2005)
Aparecida por primera vez en Crónicas marcianas.
Esta historia corta muestra como siguen llegando cada vez más emigrantes a Marte, en este caso se trata de los ancianos.

#### El marciano (septiembre de 2005)
La Farge y Anna son una pareja de ancianos que se mudaron a Marte buscando empezar una nueva vida en aquel planeta, pero siguen extrañando a su hijo muerto, Tom. Entonces encuentran a un marciano con una habilidad empática que le permite cambiar de forma: para La Farge y su esposa es su hijo muerto, pero otra familia lo ve como su hija perdida. "No soy nadie; soy solamente yo mismo. Donde quiera que esté soy algo..." El marciano y La Farge viajan al pueblo juntos, donde la habilidad del marciano hace que se tenga que transformar al mismo tiempo en todos los seres perdidos y añorados de la gente del pueblo, una prueba excesiva para el marciano, que se derrumba en el suelo y muere.

#### La tienda de equipajes (noviembre de 2005)
Aparecida por primera vez en Crónicas marcianas.
La historia de Marte y sus habitantes continúa con la conversación entre un sacerdote y el dueño de una tienda de equipajes. La guerra nuclear está por comenzar en la Tierra. El religioso se muestra escéptico cuando el comerciante le dice que creía que cuando estallase la guerra en la Tierra, todos los que habían emigrado a Marte volverían. Pues, aunque la mayoría había huido escapando de la guerra terrible y sangrienta, la Tierra seguía siendo su hogar natal, donde estaban sus familiares y sus pueblos.
La tienda de equipajes se relaciona con los Observadores, debido a que en esta crónica se habla de lo que puede suceder si comienza una guerra nuclear en la tierra y en los Observadores termina sucediendo la predicción del dueño de la tienda, casi todas las personas vuelven a la Tierra y se lo aclara de forma indirecta al mencionar que "Al amanecer, las maletas habían desaparecido de los estantes" en el final.

#### Fuera de temporada (noviembre de 2005)
Publicada por primera vez en Thrilling Wonder Stories, diciembre de 1948.
En otro lugar de Marte, nos encontramos de nuevo con Sam Parkhill, uno de los tripulantes de la Cuarta expedición, quien ha abierto un puesto de salchichas en el medio de una carretera. Tiene la esperanza de que lleguen los diez mil cohetes que se espera que arriben a Marte en un mes. Tendrá el único y mejor ubicado puesto de salchichas. 
Una noche se encuentra con uno de los pocos marcianos que sobrevivieron, al desarrollar estos inmunidad a la varicela; este busca hablarle, pero Parkhill se asusta y lo mata. Un rato después, ve aparecer numerosos marcianos en barcos de arena, por lo que Sam toma a su esposa y huyen juntos en el barco de arena que él había ganado en una subasta tiempo atrás.
Sin embargo, los marcianos lo atrapan y le dan un mensaje: ahora es el dueño de la mitad de Marte y debe prepararse, pues esa noche es "La Gran Noche". Ellos se van y Parkhill razona que estos se refieren a que llegarán los cohetes y él podrá vender sus salchichas a miles de hambrientos clientes y se prepara para recibirlos. 
Sin embargo, mientras está mirando a la Tierra, ve cómo esta parece arder de repente y una parte estalla en miles de pedazos. Finalmente, la guerra nuclear ha comenzado en el planeta.

### La Gran Guerra

#### Los observadores (noviembre de 2005)
Aparecida por primera vez en Crónicas marcianas.
Los colonos de Marte son testigos de la guerra nuclear que ha comenzado en la Tierra. Al ver lo que está pasando, regresan inmediatamente a la Tierra, para estar con sus familiares y amigos. La predicción del vendedor de maletas se había cumplido.

#### Los pueblos silenciosos (diciembre de 2005)
Publicada por primera vez en Charm, en marzo de 1949.
Casi todos han dejado Marte para regresar a la Tierra, pero Walter Gripp quedó varado ya que trabajaba aislado en las montañas y cuando bajó al pueblo ya todos se habían ido. Tras esto ha estado viviendo en un pueblo marciano totalmente abandonado, con toda la ciudad a su disposición, pero está solo y trata de encontrar a otras personas. 
Finalmente, por casualidad, contacta a otra persona por el teléfono, una mujer llamada Genevieve Selsor. De inmediato agarra el auto y se apresura a ir al pueblo donde ella está, imaginándosela muy bella y hermosa. Resulta ser que cuando llega al pueblo desde donde ella lo había llamado, Genevieve no estaba. Luego de no encontrarla, se dio cuenta de que la mujer había ido al asentamiento donde antes Walter se encontraba, Marlin. Inmediatamente, Walter Gripp vuelve a viajar y llega de noche a la ciudad. Cuando él la encuentra, se desilusiona al verla fea, insípida y molesta. 
Finalmente se sube de nuevo al auto y escapa a toda velocidad cuando ella decide que deberían casarse. Gripp termina pasando su vida cómodo y solo en un pueblo a miles de kilómetros y si por casualidad alguna vez suena el teléfono, por las dudas no atiende.

#### Los largos años (abril de 2026)
Publicada originalmente en Maclean´s, bajo el título "Dwellers in Silence", el 15 de septiembre de 1948.
La guerra en la Tierra lleva más de 20 años y Marte es una tumba. Hathaway, otro tripulante de la cuarta expedición, está viviendo solo en el planeta rojo con su familia. Una noche nota en el cielo una nave espacial orbitando el planeta y decide incendiar la ciudad vecina para llamar su atención.
El capitán Wilder, ahora coronel, regresa de recorrer los planetas más allá Júpiter. Wilder comenta a Hathaway que previamente conocieron a Walter Gripp, pero se negó a abandonar Marte. Según Hathaway las pocas transmisiones de la Tierra que captado señalan que está en ruinas, los tripulantes planean ir para verificar y ofrecen llevarlo con ellos. Al llegar a la casa Wilder y algunos tripulantes desconfían ya que la familia de Hathaway no ha envejecido desde que llegaron a Marte, por lo que Wilder encarga a Williamson, uno de sus hombres que revise cierto lugar que vio mientras aterrizaban.
Hathaway sufre un ataque al corazón que acaba con su vida y Wilder conversa con la esposa mencionando que ha descubierto las tumbas de los miembros de la familia, fallecidos poco después de quedar varados en el planeta. La mujer confirma la deducción del oficial, Hathaway creó robots con la apariencia de su familia para soportar la soledad y con el paso del tiempo los aceptó como a individuos reales.
Tras sepultar a Hathaway, Williamson discute con Wilder ya que, como no llevarán a los robots con ellos, desea destruirlos cosa con la que el coronel se muestra en desacuerdo pero no prohíbe. Williamson regresa al cohete reconociendo que fue incapaz de matarlos ya que actuaban demasiado humanos y amables.
Finalmente el cohete abandona el planeta mientras la mujer y los tres hijos continúan viviendo en su rutina de siempre a lo largo de los años.

#### Vendrán lluvias suaves (agosto de 2026)
Publicado originalmente en Collier’s, el 6 de mayo de 1950.
La historia cuenta de un hogar en California, Estados Unidos, después de la guerra nuclear que arrasó con toda la población. A pesar de que toda la familia está muerta, los robots que trabajan en la casa continúan funcionando. Los lectores pueden conocer mucho acerca de cómo era la familia a través de los robots, que continúan funcionando como si nada hubiese pasado. Una de las imágenes más impresionantes de la historia es cuando Bradbury describe las siluetas de los miembros de la familia, marcadas contra la negra pared carbonizada por la explosión nuclear.
"La fachada del oeste era negra, salvo en cinco sitios. Aquí la silueta pintada de blanco de un hombre que regaba el césped. Allí, como en una fotografía, una mujer agachada recogía unas flores. Un poco más lejos –imágenes grabadas en la madera en un momento titánico-, un niño con las manos levantadas; más arriba, la imagen de una pelota en el aire, y frente al niño, una niña, con las manos en alto, preparada para atrapar una pelota que nunca acabó de caer. Quedaban esas cinco manchas de pintura... El resto era una fina capa de carbón".
El relato muestra cómo la casa automatizada y robotizada continúa funcionando de forma automática, limpiando, poniendo la mesa para las comidas, dando los avisos y alarmas de la agenda diaria, ignorando completamente que no hay comida que cocinar y servir o humanos vivos que la habiten. La rutina diaria es rota ese mediodía por el perro de la familia, extraviado por un tiempo indeterminado, que ha logrado volver a casa desnutrido y moribundo, aunque la casa intenta alimentarlo sus depósitos de alimento canino están vacíos y solo puede servirle un cuenco vacío, por lo que el perro muere y es incinerado.
A las diez de la noche una rama rota atraviesa la ventana de la cocina y provoca un incendio que la casa intenta apagar sin éxito. Mientras se quema, paralelamente intenta combatir el fuego y continuar sus labores hasta quedar reducida a escombros al amanecer.

#### El pícnic de un millón de años (octubre de 2026)
Publicada por primera vez en Planets Stories, en el verano de 1946. Es el último cuento de las crónicas marcianas. 
Una familia, los padres y sus tres hijos varones, va en un viaje de pesca a Marte; escapando de la Tierra, desgarrada por la guerra. El papá de Timmy dice "Estoy buscando lógica terrestre, sentido común, gobierno honesto, paz y responsabilidad... No las he encontrado. Ya no existen allá (por la Tierra). Y ya nunca volverán a existir. Quizá nunca existieron.". El papá de Timmy le promete a su familia que pronto los llevará a ver a los marcianos. Luego les dice a sus chicos que escojan cada uno una ciudad y se las regala. Les dice que todo eso es suyo. Cuando se hace de noche, hace una pequeña fogata donde quema todo lo que recuerde a las leyes y a la burocracia de la tierra. 
Según dice: "Estoy quemando una manera de vivir, esa misma manera de vivir que ahora se quema en la Tierra.[...] La vida en la tierra nunca fue nada bueno. La ciencia progresó rápidamente y nos dejó atrás, y la gente se extravió en una maraña mecánica, dedicándose como niños a cosas bonitas [...] dando importancia a lo que no tenía importancia. Las guerras crecieron y crecieron y finalmente acabaron con la tierra [...]. La Tierra ya no existe. Aquella manera de vivir fracasó y se estranguló con sus propias manos".
También les señala que los Edwards, una familia amiga con cuatro hijas de edad similar a ellos, poseían un cohete y debían llegar también, sin embargo no tienen la certeza que hayan logrado despegar con vida. Posteriormente, tal como les había prometido, los lleva a ver a los marcianos: los lleva a un canal donde les muestra sus propios reflejos haciendo referencia a que ahora ellos son los marcianos.

## Nuevas crónicas marcianas
De acuerdo a la biografía autorizada de Sam Weller sobre Bradbury, existen cuatro capítulos que no fueron incluidos en la versión final de las Crónicas y que se mantienen sin publicar: They All Had Grandfathers, The Disease, The Fathers, y The Wheel.
Una nueva edición de Crónicas marcianas, publicada por Hill House en 2005, añade varias historias de Bradbury sobre temas marcianos:
- The Love Affair (The Love Affair, Lord John Press 1982, escrita en 1948).
- Night Call, Collect (Super Science Stories, abril de 1949).
- Dark They Were, and Golden Eyed (Thrilling Wonder Stories, agosto de 1949).

En medio de la guerra nuclear en la Tierra, un puerto de cohetes en Nueva York envía a algunos colonos a establecer una aldea en Marte. La familia Bittering, (Harry, su esposa Cora y sus hijos Dan, Laura y David), llega como parte del contingente. Harry no se siente cómodo en el entorno marciano, pero se consuelan con el hecho de que la familia podrá regresar a la Tierra cuando lleguen las naves de reabastecimiento. Extraños sucesos comienzan a afectar a la colonia; la hierba brota de color púrpura, a la vaca de la familia le crece un tercer cuerno y aparecen otras anomalías. La incomodidad de Harry en Marte aumenta y la idea de regresar a la Tierra en la próxima misión de reabastecimiento pronto se convierte en su único consuelo, para gran preocupación de Cora. Este consuelo desaparece cuando se entera de que una bomba atómica ha destruido a Nueva York y el único puerto espacial. Cora convence a Harry de ir a nadar en los canales de Marte; mientras están allí, su hijo mayor, Dan, solicita que se le llame con el nombre marciano Linnl. Harry y Cora, ahora casi en su totalidad marcianos, están de acuerdo fácilmente, y los otros dos niños también adoptan rápidamente nombres marcianos. Cuando regresan a la ciudad, los Bittering descubren que los colonos se están retirando a las antiguas villas marcianas en las montañas, ya que el verano ha hecho que el valle sea asfixiante. Harry expresa brevemente su deseo de quedarse y trabajar en su cohete, pero se convence fácilmente de ir con el resto de los colonos y regresar cuando el clima sea más fresco. Cinco años más tarde, Estados Unidos, habiendo ganado la guerra y reconstruido Nueva York, envía un pequeño despacho militar para recuperar a los colonos enviados a Marte, solo para encontrar su asentamiento abandonado. En cambio, los soldados se encuentran con un gran asentamiento marciano en las villas de montaña, cuyos nativos son agradables y tienen una notable afinidad con el idioma inglés. Convencidos de que no tenían nada que ver con la desaparición de la colonia original, el grupo acepta intentar un segundo asentamiento más grande utilizando la ciudad construida por el primero.
- The Visitor (Startling Stories, noviembre de 1948).
- The One Who Waits (The Arkham Sampler, verano de 1949, reimpreso en The Machineries of Joy).
- The Lonely Ones (Startling Stories, julio de 1949).
- The Exiles (The Magazine of Fantasy and Science Fiction, invierno y primavera de 1950).
- The Blue Bottle (Planet Stories, otoño de 1950).
- The Other Foot (New Story, marzo de 1951).
- The Strawberry Window (Star Science Fiction Stories #3, ed. Frederik Pohl, Ballantine, 1954).
- Holiday (Playboy, diciembre de 1963).
- The Lost City of Mars (Playboy, enero de 1967, reimpreso en I Sing the Body Electric!).
- The Messiah (Welcome Aboard, primavera de 1971).

## Cultura popular
La novela de Ray Bradbury sirvió para una miniserie de tres episodios de 1980 del mismo nombre dirigida por Michael Anderson y protagonizada por Rock Hudson, Gayle Hunnicutt y Bernie Casey.